# Elżbieta Borecka-Brzózka
Elżbieta Borecka-Brzózka (ur. 1969 w Zabrzu) – kulturystka, zawodniczka fitness. Wicemistrzyni Świata z 2004 roku i Mistrzyni Europy w Fitness z 2002.

## Życiorys
Karierę w fitnessie rozpoczęła w 1996 pod okiem trenera Janusza Szymańskiego. W 1999 trenerem Elżbiety Boreckiej został Mistrz Europy i Wicemistrz Świata w kulturystyce Paweł Brzózka, obecnie jej mąż.
Wstąpiła do Ruchu Palikota, zostając kandydatką tej partii w wyborach parlamentarnych w 2011.

## Tytuły mistrzowskie
| Zawody                                                                                           | Lokata |
| ------------------------------------------------------------------------------------------------ | ------ |
| Mistrzostwa Świata Fitness 2004 (IFBB 2004) Santa Susanna                                        | 2.     |
| Mistrzostwa Europy 2003                                                                          | 2.     |
| Mistrzostwo Świata w Kulturystyce i Fitness 2002 Brno                                            | 3.     |
| Mistrzostwa Europy w Kulturystyce i Fitness 2002 (drużynowe Mistrzostwa Europy Kobiet) Budapeszt | 1.     |
| Mistrzostwo Świata -International Federation of Body Builders 2001 (IFBB 2001) Rio de Janeiro    | 2.     |
| Mistrzostwa Europy Fitness 2001 Kijów                                                            | 3.     |

W 2004 roku zakończyła sportową karierę, obecnie pracuje jako Instruktor w Klubie Fitnes Max Gym w Myszkowie.